# Loci-Methode
Die Loci-Methode (lateinisch locus „Ort“, „Platz“) ist eine mnemotechnische Lernmethode und Assoziationstechnik. Sie ist leicht zu erlernen und wird aufgrund ihrer Effektivität von praktisch allen Gedächtnissportlern verwendet. Diese Methode kann auch für umfangreichen Lernstoff genutzt werden, da sich Bilder besser ins Gedächtnis einprägen als bloße Informationen wie Text oder Zahlen; zudem profitiert sie von der assoziativen Funktionsweise des menschlichen Gehirns.

## Die Technik

### Vorgehensweise
Die Loci-Technik wird als eine Methode beschrieben, die relativ wenig Aufwand benötigt. Sie baut auf der Annahme auf, dass es für viele Menschen schwierig ist, sich ohne Hilfstechniken eine Abfolge von Dingen zu merken. Daher werden in der Loci-Technik Lerninhalte in eine fiktive Struktur „eingeordnet“ bzw. mit Hilfe dieser Struktur auch miteinander verknüpft. Dabei definiert man sich gewissermaßen geistige „Variablen“ wie z. B. Punkte an einem Weg oder Dinge in einem Raum, die dann mit verschiedenen Inhalten verknüpft werden können. Diese Variablen sind in eine übergeordnete Struktur eingeordnet, so dass es möglich wird, bei der Wiedergabe der Inhalte eine Reihenfolge einzuhalten.
Diese Struktur kann ein bekannter Weg sein (z. B. der tägliche Arbeits- oder Schulweg), aber auch ein (realer oder auch fiktiver) Raum. Der Weg bzw. Raum, in dem die Gedächtnisinhalte abgelegt werden sollen, muss eine ausreichende Anzahl an Details aufweisen, damit genügend Ankerpunkte als Variablen vorhanden sind. Bei beiden Varianten ist es notwendig, eindeutige Plätze auszuwählen, die später mit den einzelnen zu merkenden Inhalten verknüpft werden. Zusätzlich kann man diesen Plätzen noch Nummern zuweisen.
Anschließend kann man auf die geistig vorbereiteten Plätze das zu Merkende in Form lebendiger Bilder ablegen. Traditionell wird an einem Ort/Platz nur ein Begriff/Bild abgelegt.
Einige neuere Vertreter der Loci-Technik halten es zusätzlich für günstiger, mehrere Dinge zuerst zu einem einzigen Assoziationsbild zu verknüpfen und dann erst gedanklich abzulegen. Damit würde man „Platz“ (d. h. Ankerpunkte) sparen und könne sich leichter an Inhalte erinnern.
Man kann den Weg oder das Zimmer immer wieder benutzen, quasi neu „beschreiben“, wenn das alte Wissen vergessen wurde. Ohne Wiederholung werden die gemerkten Bilder im Kopf (und damit das gelernte Wissen) immer unschärfer, bis sie irgendwann ganz vergessen werden.

### Mögliche Plätze
- Wohnung, Häuser
- Öffentliche Plätze
- Straßen
- Tagtäglicher Arbeitsweg
- Museen
- Level von Computerspielen
- Eigener Körper
- Ort aus einem Film
- Erfundener Ort

## Mutmaßlicher Ursprung

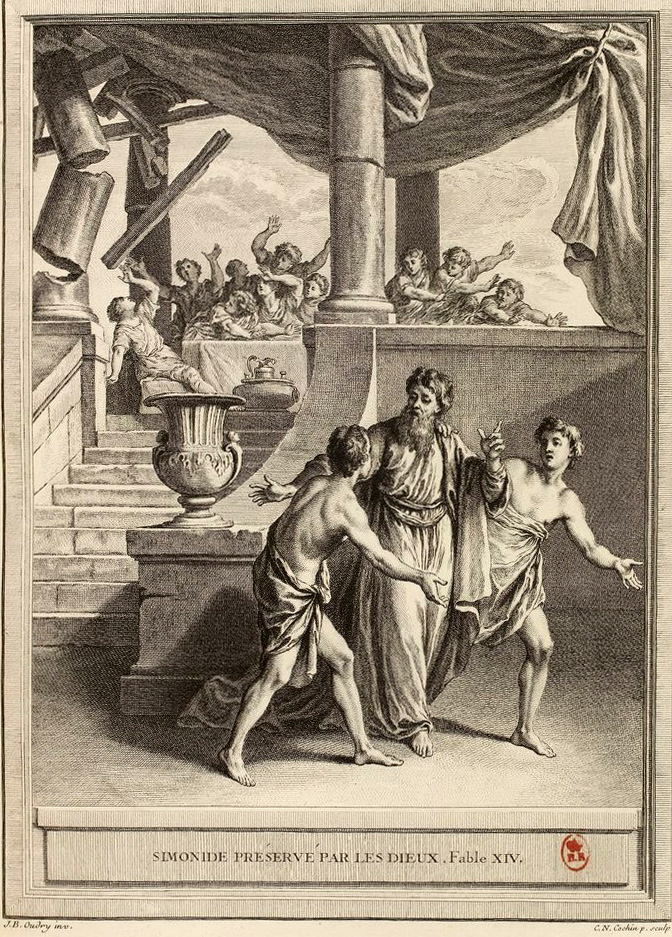
Simonides wird von den Göttern bewahrt – Kupferstich von Charles-Nicolas Cochin (1715–1790)

Die Idee der Loci-Methode geht auf die alten Griechen zurück (möglicherweise entstand sie noch früher). Die Wissenschaftler mussten damals viel mehr auswendig lernen, da Bücher als Handschriften teuer und selten waren.
Auch Redner in der Antike nutzten diese Technik, um ihre Reden auswendig zu lernen. Cicero schritt dabei gedanklich die Umgebung des Forums in Rom ab. Er beschreibt die Methode in seinem Werk „De oratore“.
Angeblicher Erfinder ist Simonides von Keos. Er lebte um 500 v. Chr. und war ein bekannter Poet und Redner. Er hatte wohl noch nichts mit späteren Konzeptionen eines Gedächtnispalastes zu tun. In der Antike war die ihm legendär zugeschriebene Loci-Methode so verbreitet, dass man einfach nur von „der Methode“ sprach. Der Sage nach ist Simonides auf die Idee für die Loci-Methode gekommen, als er bei einer Feier des Skopas dessen Haus kurzzeitig verließ und während seiner Abwesenheit das Haus einstürzte. Niemand überlebte, eine Zuordnung der zermalmten Körper war äußerlich nicht mehr möglich. Simonides musste, als einziger Überlebender, die unkenntlich Gemachten identifizieren. Dabei visualisierte er die Szenerie vor dem Einsturz, um sich den jeweiligen Aufenthalt der Personen zu vergegenwärtigen, und erkannte an seinem Erfolg, dass es dem Menschen leicht fällt, in eine räumliche Verknüpfung eingefügte Informationen geordnet wiederzugeben.

## Gedächtnispalast
Ein sogenannter Gedächtnispalast beschreibt eine erweiterte und recht anspruchsvolle Anwendung der Methode: Ein prächtiges, weitläufiges Gebäude, meist schlossartig, wird zu einer umfassenden Informationsverankerung in allen Wissensbereichen genutzt.
Die Idee des Palastes übt wegen der ihr innewohnenden Freiheit und der Anmutung einer vollkommen autark erschaffenen, begehbaren Welt eine große Faszination auf heutige Leser aus.
Es muss allerdings klargestellt werden, dass ein derartiger Palast nur dann auch sinnvoll gehandhabt werden könnte, wenn den Orten eine genügende Unterscheidbarkeit beigemessen wird. Dies ist bei der gängigen Idee eines Renaissanceschlosses eher nicht der Fall.
Zum anderen muss das erstrebte Ziel einer begehbaren Welt nicht unter dem Dach eines Gebäudes stattfinden, die bloße, zum Beispiel waldartige Verbindung mehrerer erstellter Wege (Routen) kann mindestens die gleiche Effektivität erreichen.
Auch zu erwähnen ist, dass zur Überwindung der Visualisierungsschwelle, ab der das Begehen einer künstlichen Welt entspannt und unbewusst erfolgen kann, ohne sich in Anstrengung zu verlieren, für die meisten Menschen eine vorherige Steigerung des räumlichen Vorstellungsvermögens, zum Beispiel durch mnemotechnische Übungen (Bilder auf Orte), nötig ist. Diese Anfangshürde dürfte viele Interessierte abschrecken.

## Literarische Erwähnungen
- Eine gewisse Popularisierung erfuhr die Vorstellung eines Gedächtnispalastes durch die Darstellung in Thomas Harris’ Roman Hannibal.
- Die (ein wenig irreführende) Faszination, die die herkömmliche Idee des Palastes auf viele ausübt, kann vielleicht in einer Stelle des Terry-Pratchett-Buches Sourcery (Der Zauberhut) nachempfunden werden: Der Sourcerer Coin, mit großer Macht ausgestattet, zieht sich, gelangweilt von der Welt, in ein von ihm selbst erschaffenes Universum zurück, in dem er nach seinen Vorstellungen wandeln und wirken kann.
- Weitere literarische Erwähnung findet die Loci-Methode in Nicholas Christophers Buch „Eine Reise zu den Sternen“. Hier ist auch die Entstehungsgeschichte durch Simonides beschrieben.
- Auch die britische TV-Serie Sherlock verbindet die Loci-Methode mit gleich zwei Charakteren: dem Gedächtnisgenie Sherlock Holmes sowie dem genialen, aber abstoßenden Charles Augustus Magnussen (in der Folge Sein letzter Schwur). Der Charakter der beiden Personen wird auch in der Darstellung ihrer Gedächtnispaläste deutlich.
- Außerdem bedient sich Patrick Jane in der US-amerikanischen Krimiserie The Mentalist eines Gedächtnispalastes, in welchem er sich schnell und effizient bewegen kann, also schnell Informationen abrufen bzw. speichern kann. Ein Gedächtnispalast wird von Jane in der Serie mehrfach erwähnt.